# Casbah (film)
Casbah è un film statunitense del 1948 diretto da John Berry.
Si tratta del remake di un altro film statunitense, ovvero Un'americana nella Casbah (Algiers) del 1938, a sua volta basato sul film francese del 1937 Il bandito della Casbah (Pépé le Moko), tratto da un romanzo di Ashelbé (pseudonimo di Henri La Barthe).
La canzone For Every Man There's a Woman (musica di Harold Arlen, testo di Leo Robin) è stata candidata all'Oscar alla migliore canzone nel 1949.